# Myelin
Myelin är ett material som bildas av ett tunt utskott från speciella gliaceller som virar sig runt en nervcells axon. Det består av cirka 45% fett, 40% vatten och 15% protein. Myelinet har en isolerande förmåga som gör att en nervimpuls kan fortplanta sig fortare. Det finns 'hål', så kallade Ranviers noder, i myelinskiktet med jämna mellanrum där axonet är blottlagt och nervimpulsen kan "hoppa" mellan dessa "hål", vilket gör att impulsens hastighet ökar. Detta kallas saltatorisk fortledning och gör att signalen kan få en hastighet av ända upp till 120 m/s. Detta ska jämföras med en hastighet av cirka 1 m/s för ett icke-myeliniserat axon.
Myelinbildande celler i centrala nervsystemet kallas oligodendrocyter och i perifera nervsystemet Schwannceller.
Både sjukdomar och gifter kan leda till nedbrytning av myelinskidan runt axoner, vilket allvarligt skadar funktionen. Multipel skleros (MS) är den vanligaste av dessa sjukdomar.